# Manuela Carosi
Manuela Carosi (Roma, 13 giugno 1965) è un'ex nuotatrice italiana.
Specializzata nel dorso, ma capace di vincere anche a farfalla e in staffetta, nel decennio 1980-1990 è stata una presenza costante nelle piscine italiane e, con la nazionale, in tutte le più grandi manifestazioni internazionali.

## Carriera
Ha vinto 1 medaglia europea; un argento (4 × 100 m mista) a Bonn nel 1989.
Ha partecipato a 3 edizioni dei giochi olimpici, partecipando a due finali, nel 1980 e nel 1984. Nell'edizione dei giochi di Seul, pur non arrivando a nuotare nella finale ha compiuto una piccola impresa: lei e l'australiana Karen Lord si erano classificate al 16º posto delle batterie dei 100 metri dorso con il medesimo tempo al centesimo. per disputare la finale B si è dovuto ricorrere allo spareggio, e il risultato è stato ancora una volta lo stesso: sono arrivate con lo stesso tempo. Durante il secondo spareggio, ai 50 metri erano ancora alla pari, ma al termine finalmente Manuela è riuscita a vincere. Più tardi ha disputato la finale B, arrivando terza e nuotando quattro volte nella stessa gara nello stesso giorno.
In totale ha vinto 54 titoli italiani, ed è stata primatista italiana nei 100 m e 200 m dorso prima del dominio nella specialità di Lorenza Vigarani.

## Palmarès
nota: questa lista è incompleta
| Giochi olimpici              | 100 m dorso            | 200 m dorso               | ---            | 4 × 100 m mista                    |
| 1980 Mosca Unione Sovietica  | 8ª 1'05"10             | elim. in batteria 2'22"46 | ---            | ---                                |
| 1984 Los Angeles Stati Uniti | 2ª in finale B 1'04"52 | elim. in batteria 2'25"45 | ---            | 5ª - 4'17"40 frazione: 1'05"48     |
| 1988 Seul Corea del Sud      | 3ª in finale B 1'03"80 | ---                       | ---            | ---                                |
| Campionati del mondo         | 100 m dorso            | 200 m dorso               | ---            | 4 × 100 m mista                    |
| 1982 Guayaquil Ecuador       | 3ª in finale B 1'04"42 | 3ª in finale B 2'18"61    | ---            | ---                                |
| Campionati europei           | 100 m dorso            | 200 m dorso               | 100 m farfalla | 4 × 100 m mista                    |
| 1981 Spalato Jugoslavia      | 8ª 1'04"63             | ---                       | ---            | 6ª - 4'18"14 :                     |
| 1983 Roma Italia             | 1ª in finale B 1'04"41 | 5ª in finale B 2'19"56    | ---            | 7ª - 4'16"23 :                     |
| 1985 Sofia Bulgaria          | 6ª 1'03"96             | ---                       | ---            | 6ª - 4'15"43 :                     |
| 1987 Strasburgo Francia      | 7ª 1'03"35             | ---                       | ---            | ---                                |
| 1989 Bonn Germania Ovest     | ---                    | ---                       | 6ª 1'01"85     | Argento: 4'10"78 frazione: 1'01"65 |
| Giochi del Mediterraneo      | 100 m dorso            | 200 m dorso               | ---            | 4 × 100 m mista                    |
| 1979 Spalato Jugoslavia      | Argento 1'06"30        | Bronzo 2'24"99            | ---            | Oro: 4'24"19 :                     |
| 1983 Casablanca Marocco      | Oro 1'04"96            | Oro 2'19"20               | ---            | Oro: 4'17"99 :                     |
| 1987 Latakia Siria           | Oro 1'03"68            | ---                       | ---            | Oro: 4'16"05 :                     |
| Europei giovanili            | 100 m dorso            | ---                       | ---            | ---                                |
| 1980 Skövde Svezia           | Argento 1'04"60        | ---                       | ---            | ---                                |

- Altri risultati

Coppa latina vengono elencate solo le gare individuali
- 1980: 200 m dorso: argento, 2'22"10
- 1982: 100 m dorso: oro, 1'05"28
- 1983: 200 m dorso: oro, 2'22"03
- 1984: 100 m dorso: oro, 1'07"59

200 m dorso: oro, 2'26"12
- 1987: 100 m dorso: oro, 1'03"78

### Campionati italiani
22 titoli individuali e 32 in staffette, così ripartiti:
- 11 nei 100 m dorso
- 8 nei 200 m dorso
- 3 nei 100 m farfalla
- 7 nella staffetta 4 × 100 m stile libero
- 10 nella staffetta 4 × 200 m stile libero
- 15 nella staffetta 4 × 100 m mista

| Anno | Edizione    | st.libero 4×100 m | st.libero 4×200 m | dorso 100 m | dorso 200 m | farfalla 100 m | misti 200 m | mista 4×100 m |
| ---- | ----------- | ----------------- | ----------------- | ----------- | ----------- | -------------- | ----------- | ------------- |
| 1978 | Primaverili | -                 | -                 | -           | -           | -              | -           | 1             |
| 1978 | Estivi      | -                 | -                 | 1           | -           | -              | -           | 1             |
| 1979 | Primaverili | -                 | -                 | -           | -           | -              | -           | 1             |
| 1979 | Estivi      | -                 | -                 | 1           | 2           | -              | -           | 1             |
| 1980 | Primaverili | -                 | -                 | 2           | 1           | -              | -           | 1             |
| 1980 | Estivi      | -                 | -                 | 2           | 3           | -              | -           | 1             |
| 1980 | Primaverili | 2                 | -                 | -           | 2           | -              | -           | 2             |
| 1981 | Estivi      | -                 | -                 | 2           | 1           | -              | -           | 2             |
| 1982 | Estivi      | 1                 | 1                 | 1           | 1           | -              | -           | 1             |
| 1983 | Primaverili | 3                 | 1                 | 2           | 1           | -              | -           | 3             |
| 1983 | Estivi      | 1                 | -                 | 1           | 1           | -              | -           | 1             |
| 1984 | Primaverili | 2                 | 3                 | 1           | 1           | -              | -           | 1             |
| 1984 | Estivi      | 3                 | 1                 | 1           | -           | -              | -           | 1             |
| 1985 | Primaverili | 1                 | 1                 | 1           | 1           | 1              | 2           | 1             |
| 1985 | Estivi      | 3                 | 2                 | 2           | -           | 1              | -           | 1             |
| 1986 | Primaverili | 1                 | 1                 | 1           | 1           | 3              | 2           | 1             |
| 1986 | Estivi      | 2                 | 1                 | 3           | -           | -              | -           | 2             |
| 1987 | Primaverili | 1                 | 1                 | 1           | -           | -              | 2           | 2             |
| 1987 | Estivi      | 1                 | 1                 | 1           | 3           | -              | 3           | 1             |
| 1988 | Primaverili | 2                 | 1                 | 2           | -           | -              | -           | 1             |
| 1988 | Estivi      | 2                 | 1                 | 1           | -           | 3              | -           | 2             |
| 1989 | Primaverili | 2                 | 2                 | 2           | -           | -              | -           | 2             |
| 1989 | Estivi      | 1                 | 2                 | 2           | -           | 1              | -           | 2             |
| 1990 | Primaverili | -                 | -                 | -           | -           | 2              | -           | 2             |